# Cylloceria aquilonia
Cylloceria aquilonia är en stekelart som beskrevs av Dasch 1992. Cylloceria aquilonia ingår i släktet Cylloceria och familjen brokparasitsteklar. Inga underarter finns listade i Catalogue of Life.